# Rusłan Maszurenko
Rusłan Ołeksandrowycz Maszurenko (ukr. Руслан Олександрович Машуренко; ur. 13 marca 1971) – ukraiński judoka.
Na Igrzyskach Olimpijskich w Sydney w 2000 zdobył brązowy medal w wadze średniej (do 90 kg; ex aequo z Francuzem Frédéricem Demontfauconem). Ma w swoim dorobku również dwa brązowe medale mistrzostw Europy (Birmingham 1995 i Wrocław 2000). 